# Paris Underground
Pour plus de détails, voir Fiche technique et Distribution.
Paris Underground est un film américain réalisé par Gregory Ratoff, sorti en 1945.

## Synopsis
L'Américaine Kitty de Mornay se dispute avec son mari André, un français, à cause de son manque d'inquiétude face à la chute imminente de Paris aux mains de la Wehrmacht. Elle ignore tellement le danger qu'elle s'enfuit trop tard avec son amie anglaise Emmeline Emmy Quayle. Elles atterrissent dans l'auberge de campagne de Pappa Renard et après leur avoir servi un bon repas, il leur révèle qu'un aviateur anglais abattu, le Lieutenant William Gray, se cache chez lui. Renard ne souhaite pas continuer à héberger Gray et les femmes décident de le ramener à Paris avec elles. Lorsque leur voiture a une crevaison sur la route, le capitaine allemand Kurt von Weber passe par là et demande à un de ses hommes de changer le pneu. Comme il va dans la même direction qu'eux, von Weber les ramène en personne, passant devant toutes les patrouilles allemandes et les points de contrôle. En partant, il donne à Kitty sa carte, révélant qu'il est affecté au département militaire de la Gestapo. Ils font passer Gray en douce à Madame Martin, la concierge d'Emmy et le font entrer dans son appartement.
Une semaine plus tard, Gray décide qu'il doit partir, car toute personne surprise à abriter un soldat ennemi sera exécutée. Avant qu'il ne puisse le faire, les Allemands encerclent et fouillent l'immeuble. L'arrivée opportune de von Weber avec un bouquet de fleurs pour Kitty, permet d'écourter la fouille. Kitty suggère de sortir se promerner dans une boîte de nuit pour faire sortir l'Allemand de l'appartement. Au club, ils rencontrent André et tout en dansant, Kitty l'informe de sa situation et lui demande de l'aider. Suivant les instructions de son mari, ils contactent Tissier, un boulanger mais par malchance, une patrouille allemande emmène Emmy pour l'interroger. Après avoir vu Gray partir, Kitty retourne sur place pour voir ce qu'elle peut faire pour son amie. À sa grande surprise, elle trouve Emmy chez Tessier.
Kitty retrouve Emmy et elles contactent le Père Dominique. S'attendant à faire passer un homme en douce dans la France inoccupée, elles sont surprises de voir que le prêtre en cache une douzaine dans sa crypte. Les femmes en prennent deux avec elles, mais lorsqu'elles atteignent la boulangerie de Tissier, elles apprennent qu'il a été abattu. Lorsqu'elles découvrent que le cimetière local est de l'autre côté de la frontière, Kitty décide de profiter d'un enterrement pour récupérer les hommes. L'entrepreneur de pompes funèbres les informe cependant que les Allemands sont sur leurs gardes contre de telles tentatives. Cependant, il s'attend à ce que la vieille marquise de Montigny décède bientôt ; lorsque ce sera le cas, le croque-mort sera heureux de pouvoir offrir à cette femme digne mais pauvre un somptueux cortège funèbre, avec les soldats déguisés en pleureurs. Au dernier moment, Kitty et Emmy décident de rentrer pour continuer la contrebande.
En 1942, les occupants allemands sont frustrés de voir que tant de soldats alliés leur échappent. Von Weber élabore un plan pour détruire le réseau de contrebande. Il fait en sorte qu'un faux pilote allié soit "abattu". L'homme est amené chez l'antiquaire d'Emmy, caché dans un coffre. Elle est prévenue, mais il devient méfiant, sort un pistolet et appelle la Gestapo. Elle parvient à le frapper à la tête (mortellement) avec un chandelier lorsqu'il est distrait. Cependant, trop de choses sont entendues au téléphone, et les Allemands, dirigés par von Weber, viennent les chercher ; André est là aussi, de retour d'Angleterre en mission pour les Français libres. Emmy est capturée, mais les autres échappent au premier coup de filet en se cachant dans la cave. Lorsqu'ils entendent que von Weber n'arrête pas de chercher, convaincu que Kitty est toujours dans le bâtiment, Emmy assomme André et se rend pour le sauver.
Ils survivent et sont libérés par les Alliés, bien qu'Emmy soit si déséquilibrée par son épreuve qu'elle ne reconnaît même pas son amie.

## Fiche technique
- Titre : Paris Underground
- Réalisation : Gregory Ratoff
- Scénario : Gertrude Purcell, Etta Shiber et Boris Ingster
- Photographie : Lee Garmes
- Montage : James E. Newcom
- Musique : Alexandre Tansman
- Pays d'origine :  États-Unis
- Langue : Anglais
- Format : Noir et blanc - 1,37:1 - Mono
- Genre : Film dramatique, Film de guerre
- Durée : 97 minutes
- Date de sortie : 
  - États-Unis : 19 octobre 1945

## Distribution
- Constance Bennett : Kitty de Mornay
- Gracie Fields : Emmeline Quayle
- George Rigaud : André de Mornay
- Kurt Kreuger : Capitaine Kurt von Weber
- Charles André : Père Dominique
- Eily Malyon : Madame Martin
- Vladimir Sokoloff : Croque-mort
- Richard Ryen : Renard
- Gregory Gaye : Tissier
- Adrienne D'Ambricourt : Margot
- Andrew V. McLaglen : Sergent McNair